# May McAvoy
May McAvoy (8 de setembro de 1899 - 26 de abril de 1984) foi uma atriz americana que trabalhou principalmente na era do cinema mudo. Alguns de seus principais papéis são Laura Pennington em "The Enchanted Cottage", Esther em "Ben-Hur" e Mary Dale em "The Jazz Singer"

## Carreira
McAvoy apareceu em seu primeiro filme ("Hate") em 1917.
Após atuar em mais de três duzias de filmes, McAvoy co-estrelou com Ramón Novarro e Francis X. Bushman a produção de "Ben-Hur", dirigida por Fred Niblo em 1925, lançada pela MGM. O filme foi uma das produções mais luxuosas e espetaculares da era do cinema mudo.
Embora sua voz não tenha sido ouvida em "The Jazz Singer", ela falou em vários outros filmes, incluindo "The Terror" lançado pela Warner Brothers, dirigido por Roy Del Ruth e co-estrelado por Conrad Nagel. 
Durante anos circulou um boato de que McAvoy se retirou das telas na transição para os filmes falados devido a um problema de fala..  Na verdade, ela se casou com o tesoureiro da United Artists, que pediu para que ela parasse de trabalhar. 
Posteriormente ela retornou às telas e atuou em pequenos papéis durante as décadas de 1940 e 1950, fazendo sua aparição final em uma pequena parte na versão de 1959 de "Ben-Hur".Mais tarde, ela voltou aos filmes e desempenhou pequenos papéis durante as décadas de 1940 e 1950 sem créditos, fazendo sua aparição final em uma pequena parte da versão de 1959 de Ben-Hur.

## Vida pessoal
McAvoy casou-se com Maurice Cleary em 26 de junho de 1929, com quem teve um filho chamado Patrick, e se divorciaram em 1940.

## Morte
McAvoy morreu em 26 de abril de 1984, aos 84 anos, após de complicações cardíacas. Está enterrada no cemitério Holy Cross, em Culver City, Califórnia.
Por sua contribuição à indústria cinematográfica, May McAvoy recebeu uma estrela na Calçada da Fama de Hollywood, em Vine Street 1731.

## Filmografia
Cinema Mudo
- Hate (1917) as May Garvan

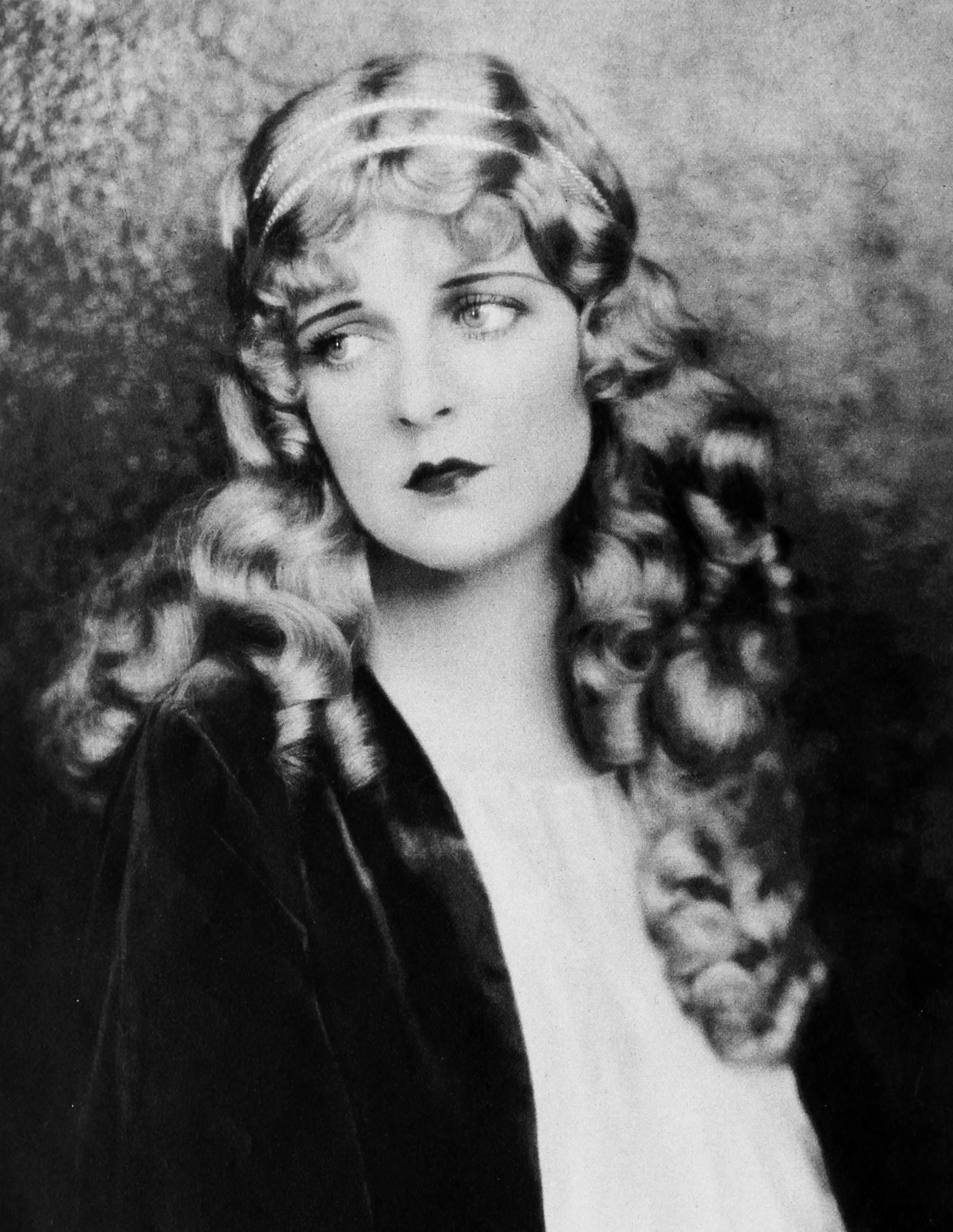
McAvoy como Esther em Ben-Hur (1925)

- To Hell with the Kaiser! (1918) as Wounded Girl
- A Perfect Lady (1918) as Claire Higgins
- I'll Say So (1918) as Minor Role (uncredited)
- Mrs. Wiggs of the Cabbage Patch (1919) (*Extant) as Australy Wiggs
- The Woman Under Oath (1919) as Edith Norton
- Love Wins (1919)
- The Way of a Woman (1919) as Grace Lee
- My Husband's Other Wife (1920) as Nettie Bryson
- The Sporting Duchess (1920) as Mary Aylmer
- Man and His Woman (1920) as Eve Cartier
- The House of the Tolling Bell (1920) as Lucy Atheron
- The Forbidden Valley (1920) as Morning Glory
- The Devil's Garden (1920) as Norah
- The Truth About Husbands (1920) (*Extant; Library of Congress)
- Sentimental Tommy (1921, Paramount) (*Lost) as Grizel
- A Private Scandal (1921) as Jeanne Millett
- Everything for Sale (1921) as Helen Wainwright
- Morals (1921) (*Extant) as Carlotta
- A Virginia Courtship (1921) as Prudence Fairfax
- A Homespun Vamp (1922) as Meg Mackenzie
- Through a Glass Window (1922) as Jenny Martin
- The Top of New York (1922) as Hilda O'Shaunnessey
- A Trip to Paramountown (1922, Short) (*Extant) as Herself
- Clarence (1922, Paramount) (*Lost) as Cora Wheeler
- Kick In (1922, Paramount) (*Extant) as Myrtle
- Grumpy (1923, Paramount) (*Extant) as Virginia Bullivant
- Only 38 (1923 Paramount) as Lucy Stanley
- Her Reputation (1923, Ince / Associated First National) as Jacqueline Lanier
- Hollywood (1923, Paramount) as Herself (*Lost)
- West of the Water Tower (1923, Paramount) (*Lost) as Bee Chew
- The Enchanted Cottage (1924, Asso.FirstNational) (*Extant; Library of Congress) as Laura Pennington
- The Bedroom Window (1924, Paramount) (*Extant; Library of Congress) as Ruth Martin
- Tarnish (1924, Goldwyn) (*Extant; George Eastman) as Letitia Tevis
- Three Women (1924, Warner Brothers) (*Extant) as Jeannie Wilton
- Married Flirts (1924, Goldwyn) as Herself, Guest at party
- The Mad Whirl (1925, Universal) (*Extant; Library of Congress) as Cathleen Gillis
- Tessie (1925, ArrowFilm) (*Lost) as Tessie
- Ben-Hur (1925, MGM) (*Extant) as Esther
- Lady Windermere's Fan (1925, Warner Brothers) (*Extant) as Lady Windermere
- Calf-Love (1926, Short)
- The Road to Glory (1926, Fox) (Lost) as Judith Allen
- My Old Dutch (1926, Universal) (*Extant) as Sal Gratton
- The Passionate Quest (1926, Warner Brothers) (*Lost; fragment Library of Congress) as Rosina Vonet
- The Savage (1926, First National) (*Lost) as Ysabel Atwater
- The Fire Brigade (1926, MGM) (*Extant) as Helen Corwin
- Matinee Ladies (1927, Warner Brothers) (*Lost) as Sallie Smith
- Irish Hearts (1927, Warner Brothers) (*Lost) as Sheila

Cinema Falado

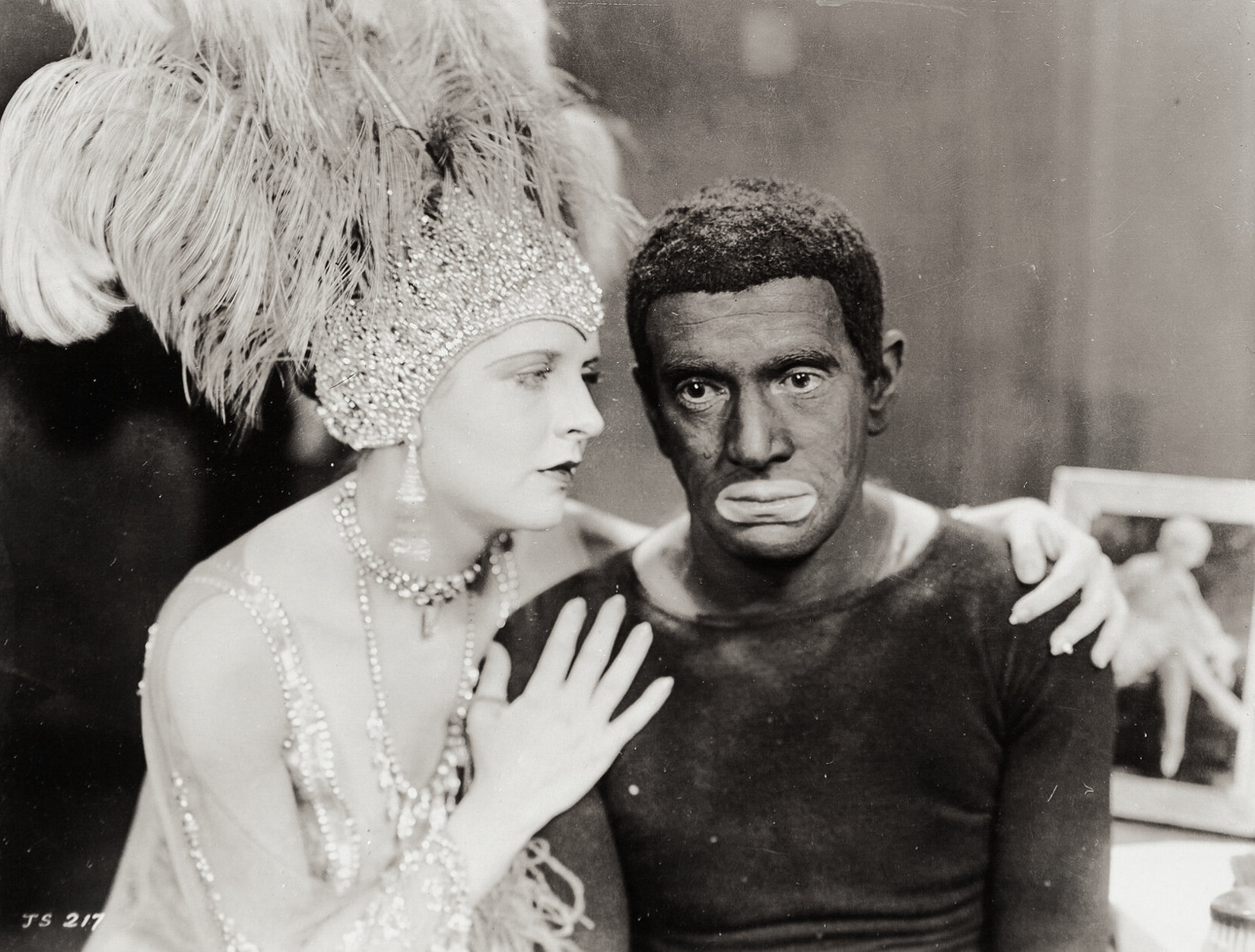
Com Al Jolson em The Jazz Singer (1927)

- Slightly Used (1927 Vitaphone / Warner Brothers) (*Lost; first of McAvoy's films with Vitaphone track of effects and music) as Cynthia Martin
- The Jazz Singer (1927 Vitaphone / Warner Brothers) (*Extant) as Mary Dale
- A Reno Divorce (1927 Vitaphone / Warner Brothers) (*Lost') as Carla
- If I Were Single (1927 Vitaphone / Warner Brothers) as May Howard
- The Little Snob (1928 Vitaphone / Warner Brothers) (*Lost) as May Banks
- Sunny California (1928, Short)
- The Lion and the Mouse (1928 Vitaphone / WarnerBrothers) (*Extant) as Shirley Ross
- Caught in the Fog (1928 Vitaphone / Warner Brothers) (*Extant; 35mm British Film Institute per IMDb) The Girl
- The Terror (1928 Vitaphone / Warner Brothers) (*Extant) as Olga Redmayne
- Stolen Kisses (1929 Vitaphone / Warner Brothers) (*Lost) as May Lambert
- No Defense (1929 Vitaphone / Warner Brothers) (*Lost) as Ruth Harper
- Two Girls on Broadway (1940) as Chatworth's Secretary (uncredited)
- The New Pupil (1940, Short) as Sally's mother
- The Phantom Raiders (1940) as Middle Telephone Operator (uncredited)
- Dulcy (1940) as Miss Murphy - Van Dyke's Secretary (uncredited)
- Third Finger, Left Hand (1940) as Telephone Operator (uncredited)
- Whispers (1941, Short) as Gossip (uncredited)
- 1-2-3 Go! (1941, Short) as Miss Jones, nurse
- Love Crazy (1941) as Sanity Hearing Secretary (uncredited)
- The Getaway (1941) as Duff's Secretary (uncredited)
- Ringside Maisie (1941) as 1st Nurse (uncredited)
- Main Street on the March! (1941, Short) as Window Shopper (uncredited)
- Born to Sing (1942) (uncredited)
- Mr. Blabbermouth! (1942, Short) as Wife (uncredited)
- Assignment in Brittany (1943) as Nurse (uncredited)
- My Tomato (1943, Short) as Gidge's Customer (uncredited)
- Two Girls and a Sailor (1944) as Dowager (uncredited)
- Movie Pests (1944, *short) as Woman Whose Vision Gets Blocked (uncredited)
- Barbary Coast Gent (1944) (scenes deleted)
- Week-End at the Waldorf (1945) as Minor Role (uncredited)
- Till the Clouds Roll By (1946) as Well-Wisher after 'Roberta' (uncredited)
- The Romance of Rosy Ridge (1947) as Wife (uncredited)
- The Unfinished Dance (1947) as Ronsell's Secretary (uncredited)
- A Date with Judy (1948) as Dance Attendee (uncredited)
- Luxury Liner (1948) as Woman (uncredited)
- The Yellow Cab Man (1950) as Minor Role (uncredited)
- Mystery Street (1950) as Nurse (uncredited)
- Watch the Birdie (1950) as Minor Role (uncredited)
- The Bad and the Beautiful (1952) as Pebbel's Secretary (uncredited)
- Executive Suite (1954) as Grimm's Secretary (uncredited)
- The Tender Trap (1950) as Visitor to Home Show (uncredited)
- Ransom! (1956) as Miss May (uncredited)
- The Wings of Eagles (1957) as Nurse (uncredited)
- Designing Woman (1957) as Boston Wardrobe Woman (uncredited)
- Gun Glory (1957) as Woman (uncredited)
- Jailhouse Rock (1957) as Minor Role (uncredited)
- Ben-Hur (1959) as Woman in Crowd (uncredited) (final film role)